# Under the Radar - Vol 1
Albums de Robbie Williams
Swings Both Ways
(2013) The Heavy Entertainment Show
(2016)
Under the Radar Volume 1 est une compilation du chanteur britannique Robbie Williams. Proposé en pré-commande le 28 novembre 2014, la sortie de l'album est prévue le 1er décembre 2014, à la surprise de son ancien groupe Take That dont il concurrence le huitième album, III, paru le 28 novembre.

## Genèse et promotion
Annoncé seulement deux semaines avant sa sortie, Under The Radar - Vol 1 est une compilation de morceaux inédits, écartés des listes des titres des albums précédents du chanteur mais qui "réclamaient néanmoins de trouver un chez soi".
L'album est commercialisé uniquement en ligne, sur le site officiel du chanteur, en téléchargement numérique, CD ou CD dédicacé.
Bien que l'album ne bénéficiera, selon le chanteur, d'aucune promotion radio ou télévisée, la chanson Bully a officieusement servi de premier single en accompagnant un spot publicitaire pour la marque de café suisse Café Royal, dans lequel le chanteur interprète un agent secret rappelant le rôle qu'il tenait en 1998 dans le vidéoclip accompagnant la chanson Millennium. Les sites internet de la marque et du chanteur proposent le titre en téléchargement gratuit.

## Liste des chansons
| No  | Titre             | Durée |
| --- | ----------------- | ----- |
| 1.  | Bully             | 3:20  |
| 2.  | Raver             | 3:55  |
| 3.  | H.E.S.            | 3:39  |
| 4.  | The Edge          | 4:08  |
| 5.  | All Climb On      | 4:36  |
| 6.  | Surrender         | 4:05  |
| 7.  | Love Is You       | 3:45  |
| 8.  | The Cure          | 4:11  |
| 9.  | The Pilot         | 3:51  |
| 10. | The BRITs         | 4:50  |
| 11. | National Treasure | 8:49  |
| 12. | Super Tony        | 3:24  |
| 13. | Greenlight        | 3:35  |
| 14. | Bullet            | 3:50  |